# Богданово (Капустихинский сельсовет)
Богданово — деревня в составе Капустихинского сельсовета в Воскресенском районе Нижегородской области.

## География
Находится в правобережье Ветлуги на расстоянии примерно 8 километров по прямой на запад от районного центра поселка  Воскресенское.

## История
Деревня известна с начала XVIII века. Ранее, в XVII веке, на месте деревни находился хутор Захара Логинова. В 1857 году в деревне было учтено дворов 44, жителей 372. В 1911 105 дворов, в 1925 году 279 жителей. Входила в Макарьевский уезд Нижегородской губернии. Последние владельцы Левашовы. В советское время работал колхоз им.9 января.

## Население
Постоянное население  составляло 59 человека (русские 100%) в 2002 году, 42 в 2010 .